# Paralympische Winterspelen 2010

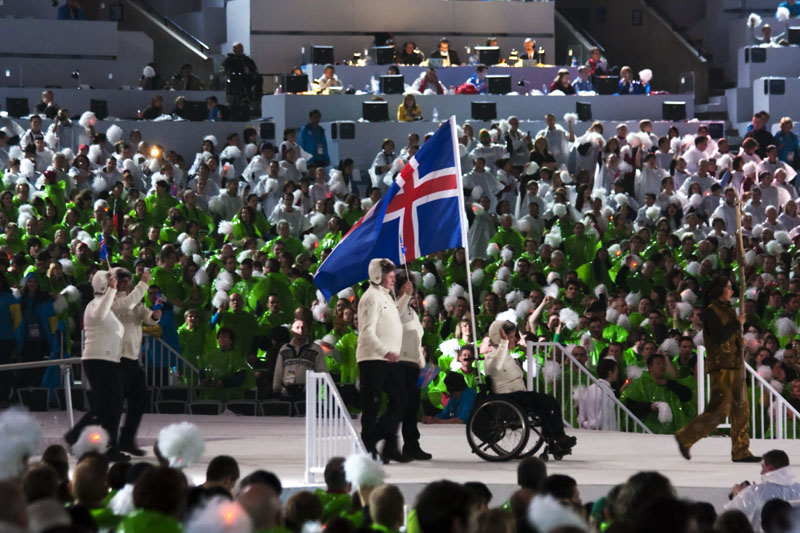
De paralympische ploeg van IJsland tijdens de openingsceremonie

De Xe Paralympische Winterspelen werden van 12 tot en met 21 maart 2010 gehouden in het Canadese Vancouver. Enkele onderdelen werden in het nabijgelegen Whistler gehouden. Het was de tweede maal dat Canada de Paralympische Spelen organiseerde. Een recordaantal van 44 landen nam deel.

## Accommodaties
Sportaccommodaties
| Accommodatie                        | Locatie   | Sporten             | Capaciteit |
| ----------------------------------- | --------- | ------------------- | ---------- |
| UBC Winter Sports Centre            | Vancouver | Sledgehockey        | 7.200      |
| Vancouver Olympic/Paralympic Centre | Vancouver | Rolstoelcurling     | 6.000      |
| Whistler Creekside                  | Whistler  | Alpineskiën         | 7.600      |
| Whistler Paralympic Park            | Whistler  | Biatlon, Langlaufen | 6.000      |

Overige Accommodaties
| Accommodatie                             | Locatie   | Functie                               |
| ---------------------------------------- | --------- | ------------------------------------- |
| BC Place Stadium                         | Vancouver | Openingsceremonie                     |
| Main Media Centre                        | Vancouver | Mediacentrum                          |
| Vancouver Olympic and Paralympic Village | Vancouver | Paralympisch dorp                     |
| Whistler Media Centre                    | Whistler  | Mediacentrum                          |
| Whistler Olympic and Paralympic Village  | Whistler  | Paralympisch dorp                     |
| Whistler Olympic Celebration Plaza       | Whistler  | Ceremoniepodium en sluitingsceremonie |

## Kalender
| ● | Openingsceremonie |  | Wedstrijden |  | Wedstrijden met medailles | ● | sluitingsceremonie |

| maart                   | 12 F | 13 S | 14 S | 15 M | 16 T | 17 W | 18 T | 19 F | 20 S | 21 S | Gouden medailles |
| ----------------------- | ---- | ---- | ---- | ---- | ---- | ---- | ---- | ---- | ---- | ---- | ---------------- |
| Alpineskiën             |      |      |      |      |      |      |      |      |      |      | 30               |
| Biatlon                 |      |      |      |      |      |      |      |      |      |      | 12               |
| Langlaufen              |      |      |      |      |      |      |      |      |      |      | 20               |
| Rolstoelcurling         |      |      |      |      |      |      |      |      |      |      | 1                |
| Sledgehockey            |      |      |      |      |      |      |      |      |      |      | 1                |
| Aantal gouden medailles |      | 12   | 4    | 8    | 6    | 6    | 8    | 4    | 6    | 10   | 64               |
| Ceremonies              | ●    |      |      |      |      |      |      |      |      | ●    |                  |

## Medaillespiegel

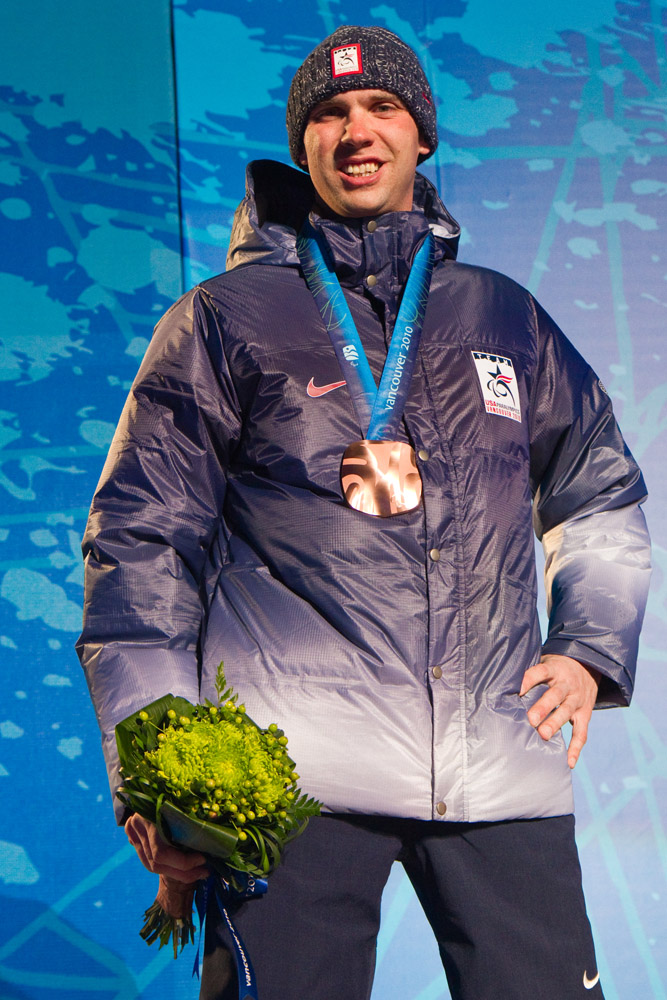
De Amerikaan Andy Soule met biatlongoud

Het IPC stelt officieel geen medaillespiegel op, maar geeft desondanks een medailletabel ter informatie. In de spiegel wordt eerst gekeken naar het aantal gouden medailles, vervolgens de zilveren medailles en tot slot de bronzen medailles.
De onderstaande tabel geeft de top-10. België en Nederland wonnen geen medailles. In de tabel heeft het gastland een blauwe achtergrond.
| Plaats | Land             | NPC | Goud | Zilver | Brons | Totaal |
| 1      | Duitsland        | GER | 13   | 5      | 6     | 24     |
| 2      | Rusland          | RUS | 12   | 16     | 10    | 38     |
| 3      | Canada           | CAN | 10   | 5      | 4     | 19     |
| 4      | Slowakije        | SVK | 6    | 2      | 3     | 11     |
| 5      | Oekraïne         | UKR | 5    | 8      | 6     | 19     |
| 6      | Verenigde Staten | USA | 4    | 5      | 4     | 13     |
| 7      | Oostenrijk       | AUT | 3    | 4      | 4     | 11     |
| 8      | Japan            | JPN | 3    | 3      | 5     | 11     |
| 9      | Wit-Rusland      | BLR | 2    | 0      | 7     | 9      |
| 10     | Frankrijk        | FRA | 1    | 4      | 1     | 6      |

## Deelnemende landen

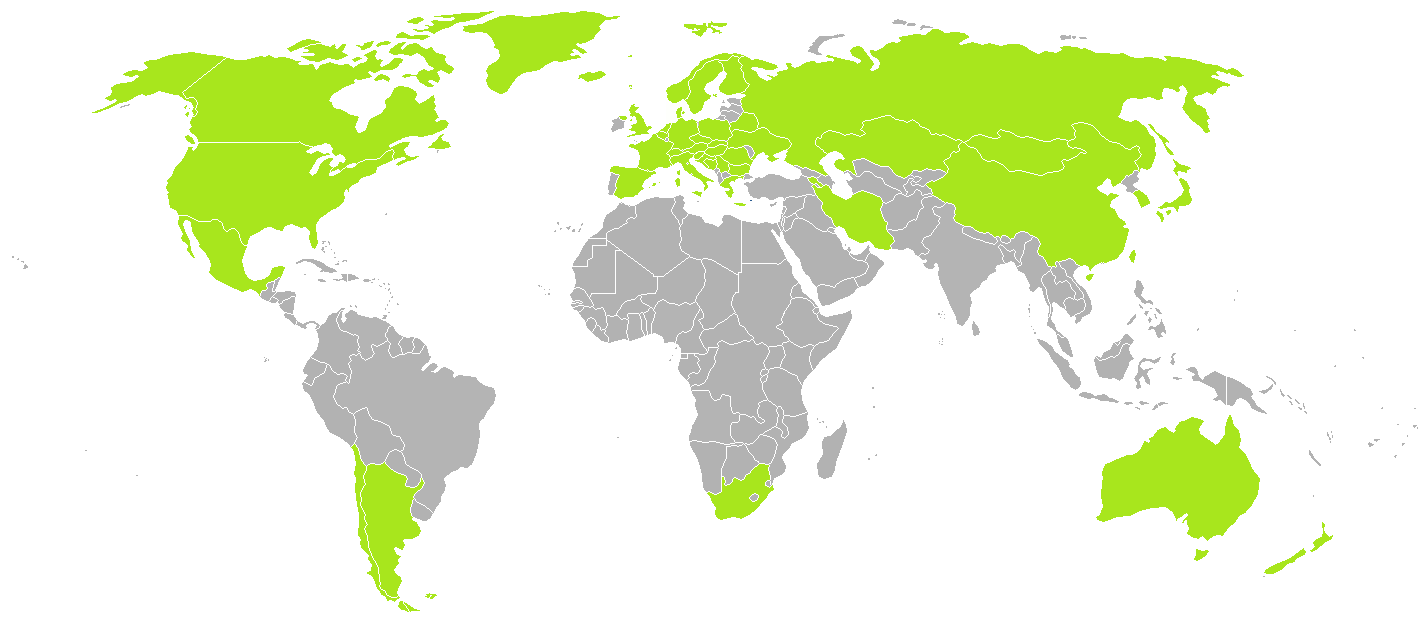
De deelnemende landen

Een recordaantal van 44 Nationaal Paralympisch Comités werden tijdens de Spelen door een of meerdere sporters vertegenwoordigd. In vergelijking met de vorige editie waren dat er vijf meer. Argentinië, Bosnië en Herzegovina, Roemenië en Servië debuteerden, IJsland deed sinds 1994 weer mee, Nederland sinds 2002. In vergelijking met de vorige editie ontbrak Letland. 
Op de Spelen waren 502 sporters actief, een record. Vier jaar eerder waren dit er 476.